# Перозини (Асти)
Перозини је насеље у Италији у округу Асти, региону Пијемонт.
Према процени из 2011. у насељу је живело 152 становника. Насеље се налази на надморској висини од 205 м.